# Apatema
Apatema is een geslacht van vlinders van de familie dominomotten (Autostichidae), uit de onderfamilie Symmocinae.

## Soorten
- A. acutivalva Gozmany, 2000
- A. apatemella Amsel, 1958
- A. apolausticum Gozmany, 1996
- A. baixerasi Vives, 2001
- A. fasciata (Stainton, 1859)
- A. impunctella Amsel, 1940
- A. junnilaineni Vives, 2001
- A. lucidum Walsingham, 1908
- A. mediopallidum Walsingham, 1900
- A. parodia (Gozmany, 1988)
- A. sutteri Gozmany, 1997
- A. whalleyi (Popescu-Gorj & Capuse, 1965)